# تپه سراب جلدان ۱
تپه سراب جلدان ۱ مربوط به عصر آهن است و در شهرستان خرم‌آباد، بخش پاپی، دهستان گریت، ۲۰۰ متری غرب روستای سراب جلدان واقع شده و این اثر در تاریخ ۲۸ اسفند ۱۳۸۵ با شمارهٔ ثبت ۱۸۷۷۹ به‌عنوان یکی از آثار ملی ایران به ثبت رسیده است.